# 蔘雞湯
蔘雞湯（韩语：／）是朝鮮半島的傳統名菜之一，以整只童子鸡，腹中塞入糯米、佐以紅棗、薑、蒜和人蔘长时间炖煮製成。

## 歷史
朝鲜王朝时期的鸡肉类菜肴以清炖鸡为主，在日本殖民统治时期，朝鮮半島的富裕阶层开始有在清炖鸡汤上添撒人参粉的做法。现代的参鸡汤最早出现于上世纪60年代，在70年代以后逐渐家喻户晓。

## 习俗

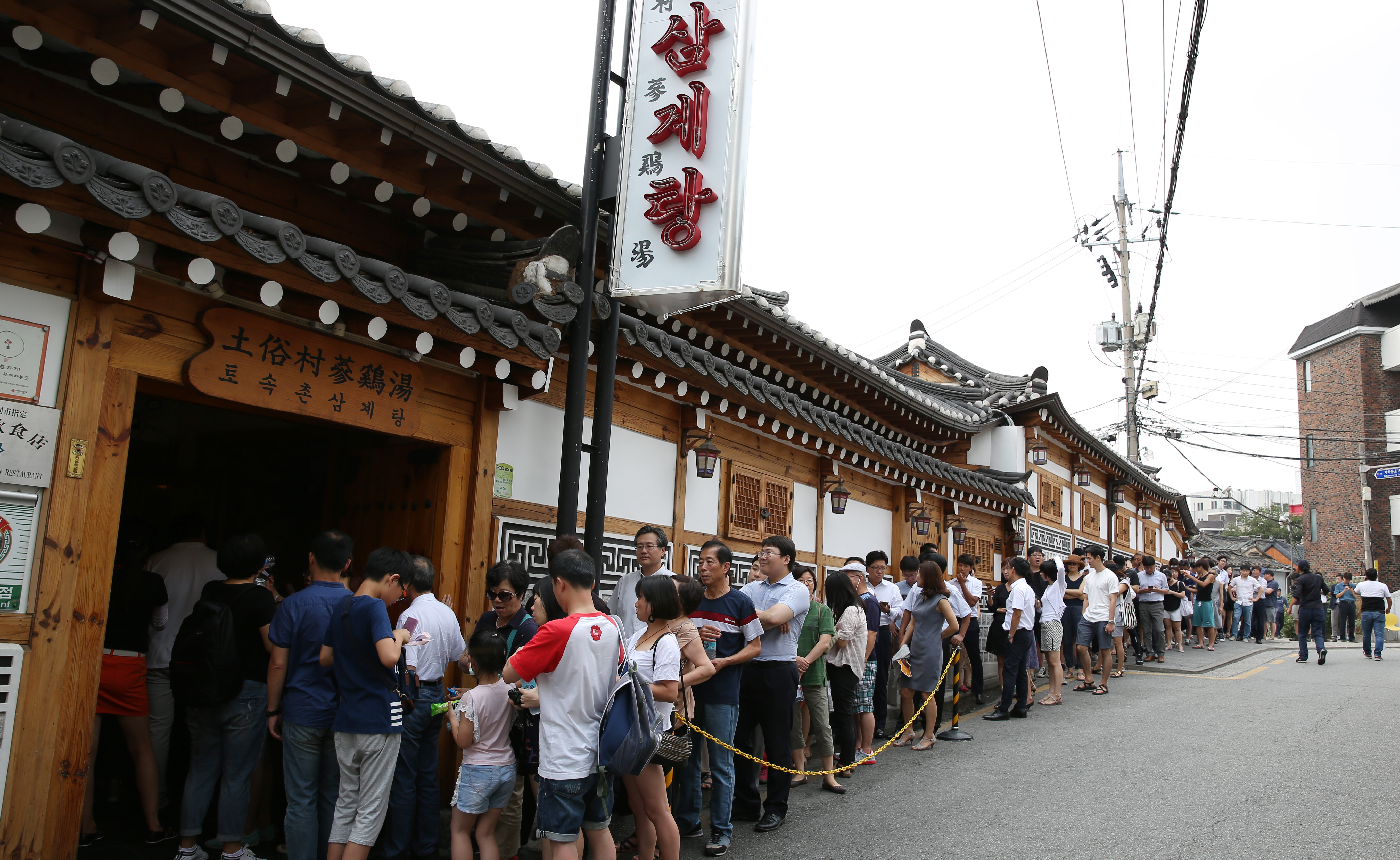
三伏天在参鸡汤店外排长队的韩国人

韓國人有三伏天喝参鸡汤进补的习俗，認爲只有在很熱的天氣吃，體內不好的東西隨汗水排出，讓人蔘雞這樣滋補的東西墊底，才有益身體健康。

## 相關事件
中國的人蔘燉雞與韓國的蔘雞湯做法各有不同，食用的時節也不同。中国的人参炖鸡多輔以各種藥材燉煮，为冬日進補的藥膳。2021年3月30日，韩国诚信女子大学教授徐坰德称，已向百度百科就有关参鸡汤起源于中国粤菜的表述表示抗议并要求删除。